# Oreonetides longembolus
Oreonetides longembolus là một loài nhện trong họ Linyphiidae.
Loài này thuộc chi Oreonetides. Oreonetides longembolus được miêu tả năm 1995 bởi Jörg Wunderlich & Li.